# نخل سرخسي
النخل السرخسي أو السيكاد أو السيكاسية أو السيكاس (الاسم العلمي: Cycadophyta)، هي نباتات بذرية لها تاريخ طويل من الحفريات كانت في السابق أكثر وفرة وأكثر تنوعًا مما هي عليه اليوم. وهي من شعبة النباتات الوعائية، تضم رتبتان: السيكاديات وMedullosales المنقرضة.